# Pöthener Park

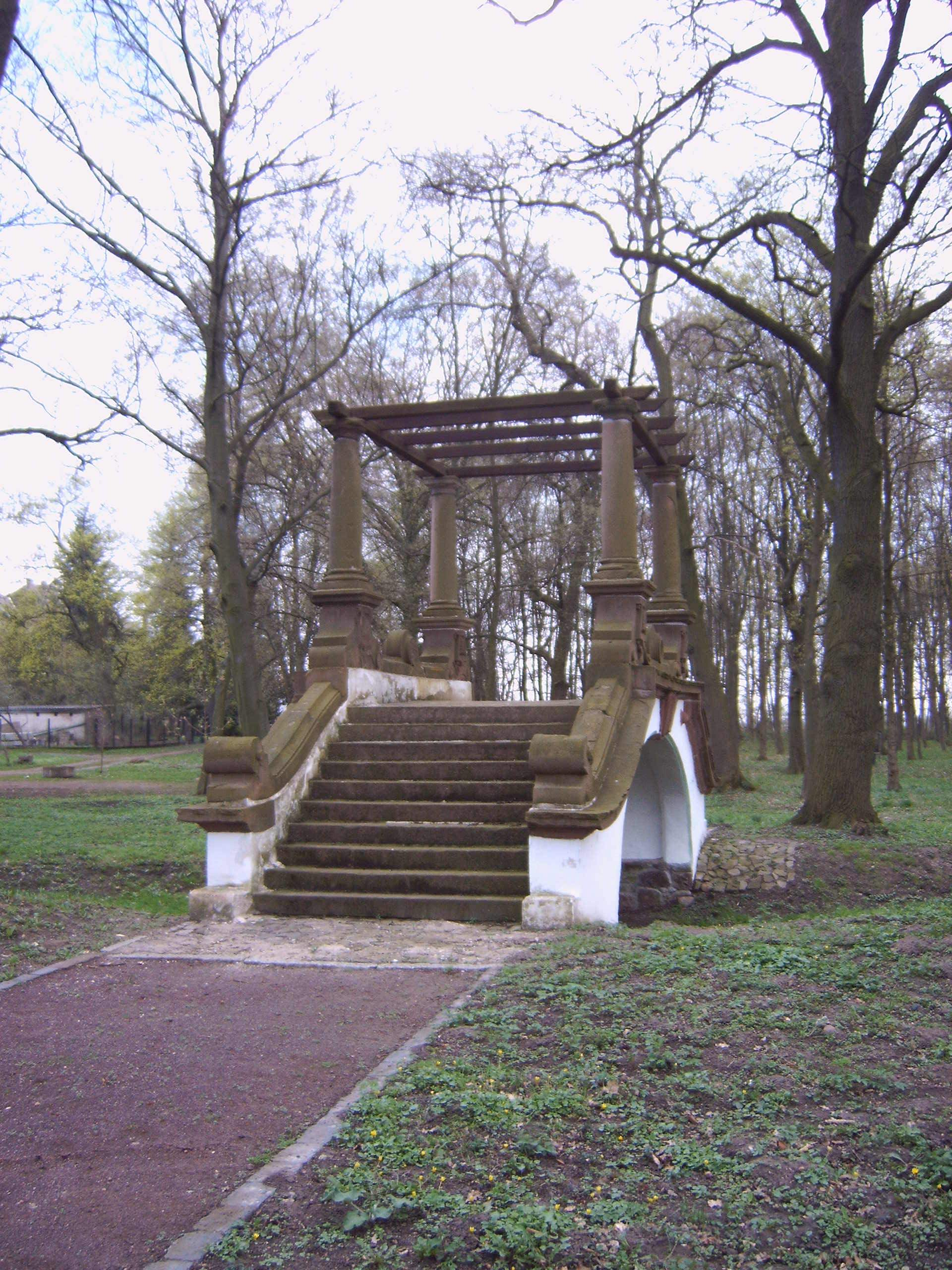
Dombrücke im Pöthener Park

Der Pöthener Park ist ein ehemaliger Gutspark im seit 2005 zur Stadt Gommern gehörenden Dorf Pöthen.
Die jetzt öffentlich zugängliche Parkanlage gehörte zum angrenzenden, 1587 errichteten, Gutshaus und hat eine Fläche von 3,55 Hektar. Der Park ist von waldartigem Baumbestand und vielen alten Großbäumen geprägt. Es finden sich Eichen, Rotbuchen, Haselwurzen  und Sumpfzypressen. Mit der Dombrücke verfügt der Park auch über ein ungewöhnliches Bauwerk.

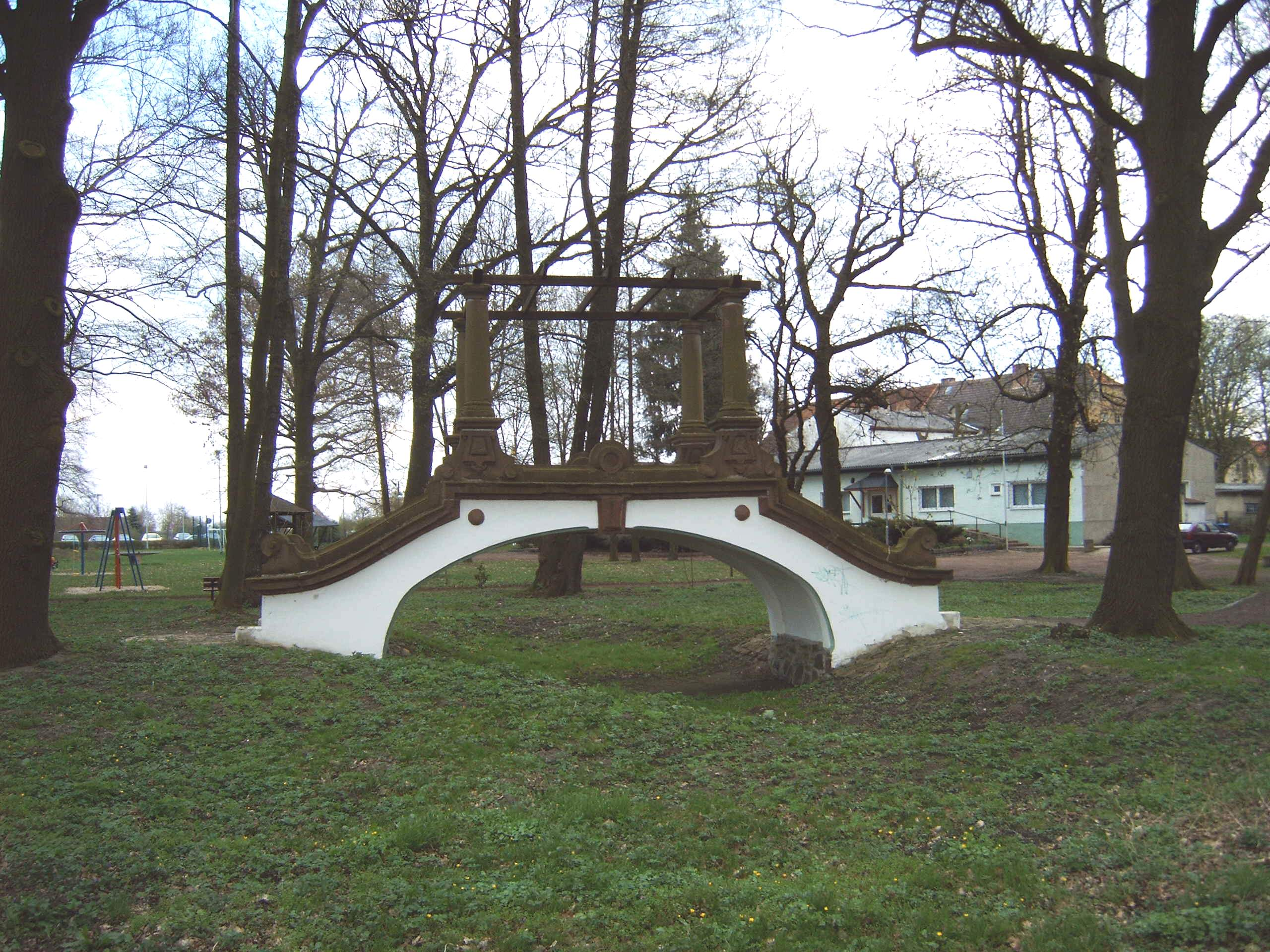
Dombrücke ohne Wasserlauf

Noch bis weit in die zweite Hälfte des 20. Jahrhunderts hinein war der Park von Teichen, Wasserläufen und ausgefallenen Brücken geprägt. Die Gewässer wurden jedoch zugeschüttet, die Brücken, bis auf die erhaltene Dombrücke, abgerissen. Die Dombrücke überspannte einen Wasserlauf, der den ehemaligen Amtsteich mit dem ehemaligen Halbmondteich verband. Heute ist die Brücke ihrer ursprünglichen Funktion beraubt, unter ihr befindet sich kein Wasser mehr.
Am Rande des Parks befindet sich ein Kinderspielplatz und der örtliche Sportplatz.
Koordinaten: 52° 6′ 2,8″ N, 11° 49′ 23,2″ O